# Avenue du Lycée français
 (août 2019).
Si vous disposez d'ouvrages ou d'articles de référence ou si vous connaissez des sites web de qualité traitant du thème abordé ici, merci de compléter l'article en donnant les références utiles à sa vérifiabilité et en les liant à la section « Notes et références ».
L’avenue du Lycée français (Frans Lyceumlaan en néerlandais) est une voie de la commune d'Uccle en région bruxelloise. 

## Origine du nom
Cette rue porte le nom du lycée français Jean-Monnet de Bruxelles situé au numéro 9 de cette même rue.